# Aristolochia oaxacana
Aristolochia oaxacana är en piprankeväxtart som beskrevs av Eastwood. Aristolochia oaxacana ingår i släktet piprankor, och familjen piprankeväxter. Inga underarter finns listade i Catalogue of Life.